# Eukrohnia sinica
Eukrohnia sinica is een soort in de taxonomische indeling van de pijlwormen (Chaetognatha). 
De worm behoort tot het geslacht Eukrohnia en behoort tot de familie Eukrohniidae. De wetenschappelijke naam van de soort werd voor het eerst geldig gepubliceerd in 1983 door Zhang & Chen.